# Hüdai Ülker
Hüdai Ülker (Štip, Macédoine, 1951) est un écrivain germano-turc.

## Biographie
Il étudia les sciences mécaniques à Izmir et aux universités de Berlin et d'Anatolie. Depuis 1985, il est le membre berlinois de la Verband deutscher Schriftsteller (VS).

## Œuvres
- Gurbet insanları, Izmir : Sanat-Koop Yayınları, 1983.
- Belgrad liegt hinter diesem Berg, Erzählungen 1985
- Meyhane. Zwei Erzählungen, Express Edition Berlin, 1986
- Annelieses Aufstand, Erzählungen 1988
- Ruhlar krali, Izmir : Anadolu Matbaacilik, 1996

## Prix
- Literaturpreis der Volkshochschule Tiergarten/Kreuzberg, Berlin 1982
- Literaturpreis für Siemens-Mitarbeiter, Berlin 1988